# Омоним
Омонимите са думи, които се пишат и произнасят по един и същ начин (имат еднакъв звуков състав), но имат различно значение.
Близки до омонимите са омографите - които, макар и да се пишат еднакво, се произнасят различно и омофоните - които се произнасят еднакво, но се пишат различно.

## Етимология
Думата омоним произлиза от гръцките думи homos (еднакъв) и onoma (име), буквално „еднакви думи“.

## Възникване
Омонимите възникват в езика по различни начини:
- От първоначално различни думи, които в процеса на езиковото развитие са претърпели фонетични изменения и са съвпаднали по форма, например: мед (пчелен мед, м.р., от старобългарската медъ) и мед (металът мед, ж.р., от старобългарската мѣдь), син (съществително име, м.р., от старобългарската съɪнъ) и син (цвят – прилагателно име, м.р., от старобългарската синь), пръст (пръст на ръката, м.р., от старобългарската пръстъ) и пръст (пръстта в земята, ж.р., от старобългарската пръсть).
- При съвпадение на книжовна и диалектна дума.
- Съвпадане на заемка и домашна дума: стол (за сядане, българска дума) и стол (трапезария, руска дума), чело (част от лицето, българска дума) и чело (музикален инструмент, италианска дума)
- Съвпадане на заемки от два различни езика, например: ангина (памучен плат, китайска дума) и ангина (болест, латинска дума), кран (за чешма, холандска дума) и кран (за повдигане, немска дума).
- При разпадане на полисемията, т.е. тогава, когато се разкъса връзката между различните значения на една многозначна дума.

## Примери
- Коса – коса на човек и коса за косене
- Вила – сечивото вила за събиране на сено или слама и постройката вила (предназначена за почивка)̀̀
- Пръст – почва и част от ръката
- Син – цвят и дете от мъжки пол.
- Лира – музикален инструмент, парична единица, съзвездие и отоплително тяло.
- Съд – съдина и правораздавателна институция.
- Вие – навиване на нещо, издаване на звук, вой, и лично местоимение вие.
- Град – населено място и градушка

Други примери: брак, лига, маса, мина, пика, ток, гребен.

## Видове
Омонимите могат да бъдат:
- Пълни – когато са еднакви части на речта и имат еднакви форми (коса, вила)
- Непълни – когато са различни части на речта и имат различни форми (мед от м. род и мед от ж. род, син – прилагателно и син – съществително)

По-специфичен случай на лексикално-граматичните омоними са тези, получени като резултат от конверсия, когато една дума преминава в друга част на речта, без да променя морфологичния си състав: високо дърво – говори високо; весело прекарване – тука е весело.